# Цукрист червоногрудий
Цукри́ст червоногрудий (Dacnis berlepschi) — вид горобцеподібних птахів родини саякових (Thraupidae). Мешкає в Колумбії і Еквадорі. Вид названий на честь німецького орнітолога Ганса фон Берлепша.

## Опис
Довжина птаха становить 12 см. Виду притаманний статевий диморфізм. Самці мають переважно лазурове забарвлення, спина у них поцяткована сріблясто-блакитними смужками, надхвістя сріблясто-блакитне. Крила і хвіст синювато-чорні. нижня частина грудей яскраво-червона, живіт жовтуватий. Очі жовті. Самиці мають переважно коричневе забарвлення, нижня частина тіла у них охриста, на грудях яскраво-червона смуга. Забарвлення молодих птахів подібне до забарвлення самиць, однак очі у них карі.

## Поширення і екологія
Червоногруді цукристи мешкають на західних схилах Анд на крайньому південному заході Колумбії (Нариньйо) та на північному заході Еквадору (Есмеральдас, Імбабура, Пічинча). Вони живуть в кронах вологих гірських тропічних лісів та на узліссях, в заростях на берегах річок, в рідколіссях і на плантаціях. Зустрічаються на висоті до 800 м над рівнем моря. Приєднуються до змішаних зграй птахів. Живляться плодами і комахами.

## Збереження
МСОП класифікує цей вид як вразливий. За оцінками дослідників, популяція червоногрудих цукристів становить від 20 до 50 тисяч птахів. Їм загрожує знищення природного середовища.